# چاندرا شکر کمبر

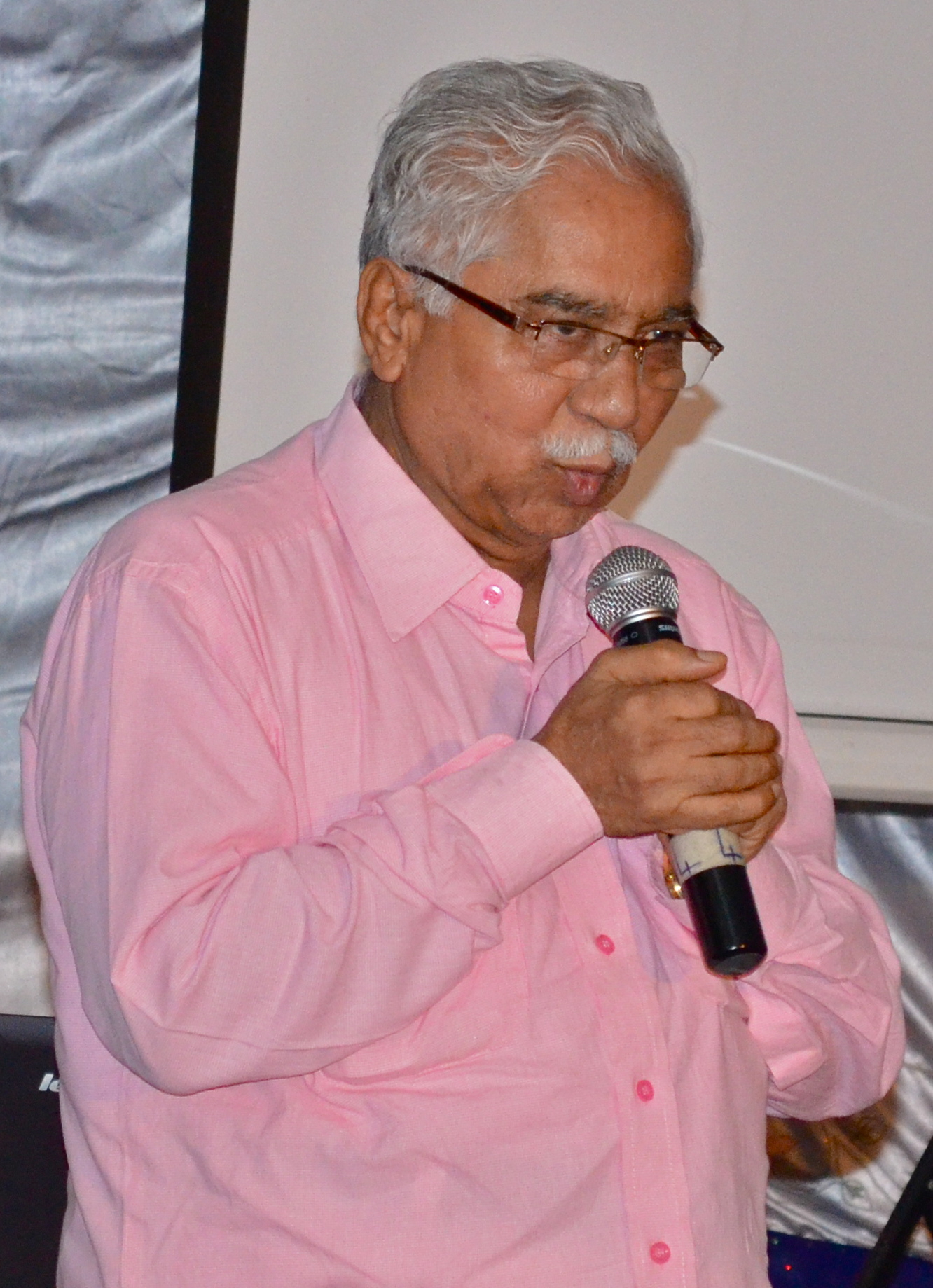

چاندرا ساخار (شکر) کمبر (به انگلیسی: Chandrashekhara Kambara) (زادهٔ ۲ ژانویه ۱۹۳۷) از نمایشنامه‌نویسان کاناداً زبان (زبان محلی ایالت کارناتاکا هندوستان) و ساکن بنگلور است. نمایش او به نام «سیری سامپینگ» برنده جایزهٔ سانگیت ناتاک آکادمی در سال ۱۹۸۳ شد و به انگلیسی ترجمه گردید.
نمایش‌نامه «جکوماراسوامی» او نیز مشهور است. این شاعر کانادایی زبان همچنین توانست جایزهٔ نانپیتها را در سپتامبر ۲۰۱۱ شکار کند. او هشتمین شاعر کانادایی زبان بود که توانست این جایزه را به خود اختصاص دهد. او همچنین شاعر و داستان‌نویس سرشناسی نیز است.

## اوایل زندگی
چاندرا شکر کمبر در روستای «گوداگری» در بخش «بلاگوی» به دنیا آمد. او پسر سوم خانواده بود برادرهایش پاراساپا و یالاپا هنوز در خانهٔ کوچکی زندگی می‌کنند که از متعلقات خانواده کمبر در روستا ست.

از سال‌های نخستین زندگی، چاندرا شکر، به هنر مردمی و عامه، فرهنگ محلی و تشریفات مراسم عمومی مذهبی که در ناحیه بومی او به نام «شیواپور کمبر مستر» معروف است، علاقه‌مند شد.
کمبر دوران مدرسه‌اش را در گکاک گذراند و برای تحصیلات در مقطع بالاتر در کالج لینگاراج به بلاگوی بازگشت. «جاگاگورو سیدرام سمیجی» مواظب کمبر بود و در کل دورهٔ تحصیلی ابتدایی و دبیرستان از او نگهداری می‌کرد و این می‌تواند دلیل آن باشد که چرا کمبر در نوشته‌هایش از «سیر (غیبگو)» فراوان نام می‌برد و او را تجلیل می‌کند. بعد از اتمام تحصیلاتش موفق به اخذ دکترا در رشتهٔ تئاتر مردمی در شمال ایالت کارناتاکا، از دانشگاه کارناتاک در ناحیه درواد گردید.

## جوایز و افتخارات
پنج عدد از کتاب‌های او جایزهٔ آکادمی «کارناتاکا ساهیتی» را دریافت نمودند. او به خاطر نمایش جکومارایوامی بسیار مشهور گردید و توانست جایزهٔ کامالاداوی چاتوپادیای را از ناتیا سانگ به خاطر بهترین نمایش سال کشور هند در سال ۱۹۷۵ دریافت نماید.
نمایش او به نام «جایسیدانایاکا» برندهٔ وارهامانا پراساستی به عنوان بهترین کتاب سال در سال ۱۹۷۵ در ایالت کارناتاکا شد.
ساویرادا نرالو برنده جایزهٔ آشنان به عنوان بهترین مجموعه شعر در سال ۱۹۸۲ گردید. او همچنین برندهٔ جایزهٔ کی. وی. شانکر گود برای تئاتر در سال ۱۹۹۰ شد.
او دریافت کنندهٔ جایزهٔ آکادمی سانگیت ناتاکا در دهلی نو برای نمایشنامه سال ۱۹۸۳ و همچنین جایزهٔ آکادمی ساهیتیا دهلی نو برای نمایش «سیری سامپیگ» در سال ۱۹۹۱ است. او توانست بزرگترین جایزهٔ ادبی کشورش ناناپیتا را در ۱۹ سپتامبر ۲۰۱۱ برای کمکش به رشته ادبیات دریافت نماید. این هشتمین جایزهٔ ناناپیتا برای زبان کانادا بود.